# 1932 en droit
Cet article présente les faits marquants de l'année 1932 en droit.

## Naissances
- 12 août à Paris : Georges Kiejman, avocat et homme politique français.